# Iwerne Courtney
Iwerne Courtney – wieś w Anglii, w hrabstwie Dorset, w dystrykcie (unitary authority) Dorset. Leży 29 km na północny wschód od miasta Dorchester i 159 km na południowy zachód od Londynu. W 2001 miejscowość liczyła 400 mieszkańców.